# كارن (شخصية)
كارن أو كارين (بالإنجليزية: Karen Plankton)‏ هي شخصية خيالية من مسلسل الرسوم المتحركة الأمريكي الشهير سبونج بوب سكوير بانتس. هي جهاز حاسوب وزوجة شمشون ووأفضل صديقة له، كارين هي اختراع شمشون الخاص، وصنعها من آلة حاسبة وكتلة من الأسلاك.